# ARMA Tactics
ARMA Tactics est un jeu vidéo de tactique au tour par tour développé et édité par Bohemia Interactive, sorti en 2013 sur Windows, Mac, Linux, iOS et Android.
Contrairement aux précédents jeux ARMA, il s'agit d'un jeu tactique au tour par tour où le joueur contrôle une escouade de plusieurs "opérateurs".

## Système de jeu
Arma Tactics est un jeu de stratégie au tour par tour. Le joueur a le contrôle de 4 opérateurs avec des capacités différentes. Il y a deux modes de jeu, l'un est la campagne régulière et l'autre les missions créées par l'utilisateur. Marquez des points d'expérience pour gagner la supériorité de l'opérateur et ajoutez des crédits pour acheter des gadgets et des mises à jour.

## Développement
À partir du 26 juillet 2013, ce jeu ne supportera que les appareils Tegra3 et Tegra4, une liste complète est disponible ici. Bien qu'il existe une version dédiée aux appareils non-Tegra.
Actuellement, le jeu est supporté sur Windows, Mac OS X, et Linux en plus de diverses plateformes mobiles.
Arma Tactics a reçu des critiques mitigées pour la version iOS, tandis que la version PC a reçu des critiques négatives. Sur Metacritic, le jeu détient un score de 60/100 pour la version iOS basé sur 5 critiques, et 47/100 basé sur 5 critiques.